# アドルフォ・スアレス・モラン
アドルフォ・スアレス・モラン（Adolfo Suárez Morán、1908年12月28日 - 1968年2月15日）は、スペイン・アストゥリアス州ヒホン出身の元サッカー選手。ポジションはFW。

## 経歴
スポルティング・デ・ヒホンでキャリアをスタートさせ、リーガ・エスパニョーラの開幕を同クラブのセグンダ・ディビシオンで迎えた。しかし、プリメーラ・ディビシオンでのプレー経験はなく、1935年に現役を引退するまでセグンダ・ディビシオンでプレーし続けた。
1928年4月22日、イタリア代表との親善試合にてスペイン代表デビューを果たした。